# Петрочук Онуфрій Никифорович
Ону́фрій Ники́форович Петрочу́к (1898, село Приборово Брест-Литовського повіту Гродненської губернії, тепер Берестейського району Брестської області, Республіка Білорусь — 24 грудня 1969, місто Запоріжжя) — український радянський державний діяч, в.о. 1-го секретаря Запорізького міського комітету КП(б)У.

## Життєпис
Народився у травні 1898 року в селянській родині. У 1907—1913 роках навчався у сільській народній школі.
У травні 1913 — липні 1914 року — наймит. У липні 1914 — червні 1915 року — чорнороб лісопильного заводу. У липні 1915 — травні 1916 року — полірувальник фабрики Триндіна в Москві. У травні 1916 — квітні 1918 року — помічник слюсаря Золоторозького трамвайного парку. Через хворобу матері виїхав до села Києльске Челябінського повіту.
У травні — вересні 1918 року — лісоруб лісорозробки села Горохово Челябінського повіту Оренбурзької губернії. У вересні 1918 — жовтні 1919 року — чорнороб Анжерської вугільної копальні міста Маріїнська Томської губернії.
З жовтня 1919 року — в Червоній армії, учасник Громадянської війни в Росії. У жовтні 1919 — травні 1920 року — червоноармієць збройного парку, інформатор військкомбрига, слідчий військкомпостачу 88-ї бригади 30-ї дивізії РСЧА. Відряджений  на військово-господарські командні курси до міста Казані, які згодом перевели до Києва. У травні — вересні 1920 року — курсант військової школи у Києві. У вересні 1920 — березні 1921 року — червоноармієць окремого батальйону РСЧА на Південному фронті.
Член РКП(б) з травня 1920 року.
У березні 1921 — листопаді 1922 року — помічник начальника міліції, у листопаді 1922 — червні 1923 року — начальник міліції села Нижні Сірогози Мелітопольського повіту.
З 1923 по 1929 рік навчався на вечірньому робітничому факультеті у Катеринославі (Дніпропетровську).
Одночасно у липні 1923 — серпні 1925 року — звільнений секретар партійного осередку заводу «Спартак» міста Катеринослава. У серпні 1925 — жовтні 1927 року — звільнений секретар партійного осередку заводу «Червоний Профінтерн» міста Дніпропетровська. У жовтні 1927 — березні 1928 року — оргінструктор Центрального районного комітету КП(б)У міста Дніпропетровська. У березні 1928 — вересні 1929 року — секретар партійного бюро Дніпропетровського гірничого інституту.
У вересні 1929 — січні 1934 року — студент Дніпропетровського металургійного інституту, інженер-електрометалург.
У січні 1934 — жовтні 1937 року — майстер, начальник зміни заводу ЗІС «Запоріжсталі» міста Запоріжжя.
14 жовтня 1937 — 28 травня 1938 року — в.о. 1-го секретаря Запорізького міського комітету КП(б)У Дніпропетровської області.
У травні — липні 1938 року — заступник начальника сортопрокатного цеху (СПЦ) № 1 Заводу інструментальних сталей у Запоріжжі. 
У липні 1938 року заарештований органами НКВС, до листопада 1939 року перебував у в'язниці в місті Запоріжжі. Рішенням Запорізького міського комітету КП(б)У від 27 серпня 1938 року виключений з членів ВКП(б) «як ворог партії та народу, репресований органами НКВС».
У листопаді 1939 — травні 1945 року — підслідний технік-нормувальник Красноярського афінажного заводу. У травні 1945 — квітні 1948 року — плавильний  майстер,  начальник  відділку  заводу  поштова  скринька № 121 міста Красноярська.
У травні 1948 — вересні 1954 року — начальник зміни, начальник ливарного прольоту СПЦ № 2, у вересні 1954 — серпні 1955 року — заступник начальника СПЦ № 3, у серпні 1955 — 1957 року — начальник дільниці відділу технічного контролю, у 1957—1969 роках — голова завкому профспілки заводу, начальник дільниці відділу технічного контролю, старший інженер технічного відділу, старший інженер відділу наукової організації праці та управління Запорізького заводу «Дніпроспецсталь».
У 1954 році відновлений у членах КПРС (без перерви у партстажі).

## Нагороди
- орден Червоної Зірки;
- медаль «За доблесну працю у Великій Вітчизняній війні 1941—1945 рр.»;
- медаль «За трудову відзнаку».